# St. Konrad (Berlin-Schöneberg)

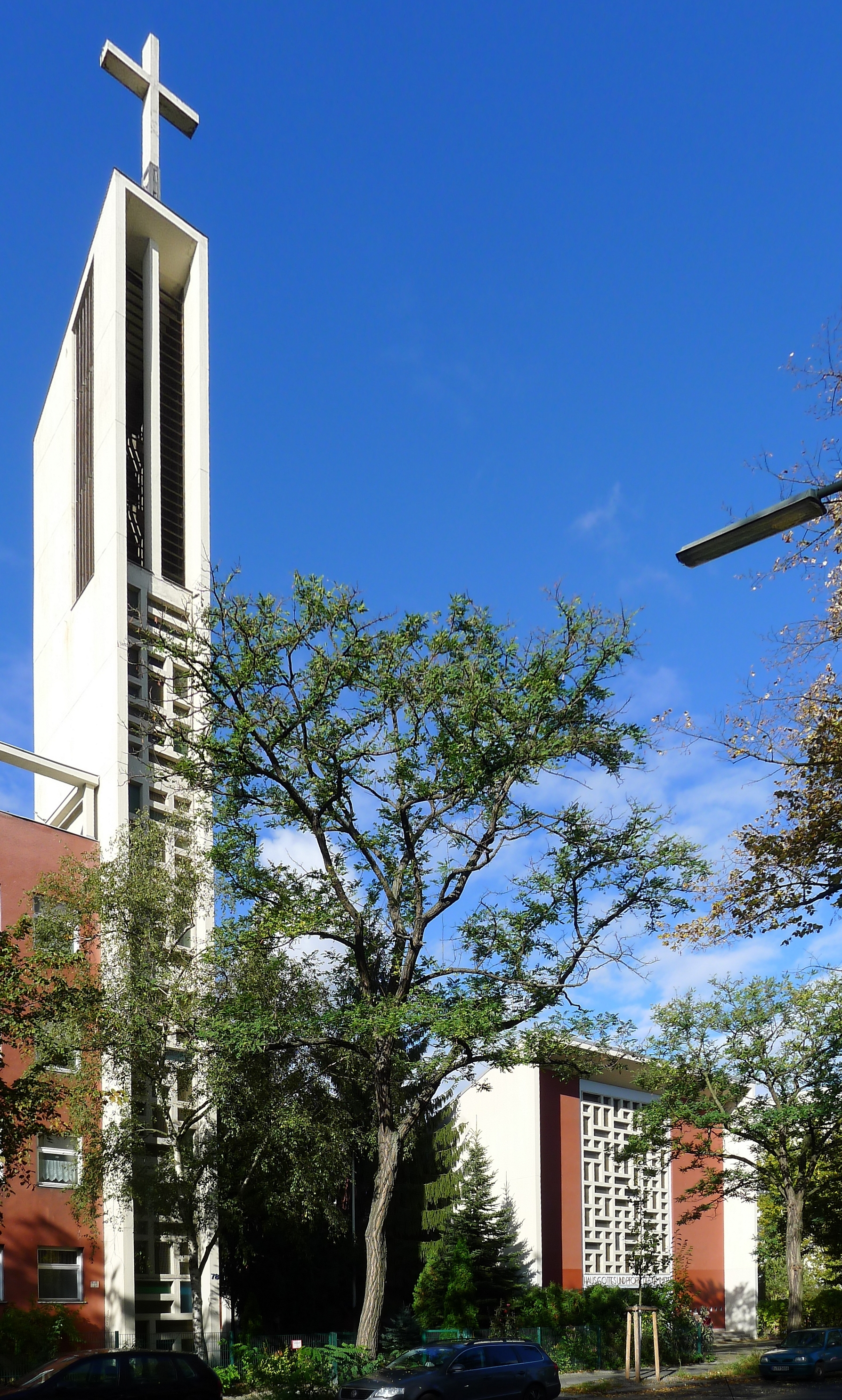
St. Konrad-Kirche

St. Konrad ist ein katholisches Kirchengebäude im Berliner Ortsteil Schöneberg des Bezirks Tempelhof-Schöneberg. Es befindet sich in der Rubensstraße 74–78 und wurde 1958 geweiht. Patron ist der heilige Konrad von Parzham. Der Sakralbau entstand nach Plänen des Architekten Hans Schaefers und steht unter Denkmalschutz. Im Jahr 2010 übergaben die Katholiken ihr Gotteshaus der in Schöneberg ansässigen Syrisch-Orthodoxen Gemeinde Mor Dodo zur Nutzung.

## Geschichte
Im Jahr 1915 hatten die in der Stadt Schöneberg ansässigen Katholiken mit der Stadtverwaltung Verhandlungen zum Erwerb eines Baugrundstücks geführt, auf dem ein eigenes Gotteshaus errichtet werden sollte. Der Kauf scheiterte aber in den 1920er Jahren und so kam es auch nicht zur Bildung einer eigenen Kirchengemeinde. Die im südlichen Schöneberg wohnenden Katholiken ergriffen 1935 erneut die Initiative zur Gründung einer Kirchengemeinde. Im gleichen Jahr stimmte der neue Bischof von Berlin der Gemeindebildung zu und beauftragte einen Kaplan der Rosenkranz-Basilika mit der Seelsorge der 1500 Katholiken des Neubaugebiets. Die ersten Gottesdienste wurden in der Gastwirtschaft Menzelklause abgehalten, später in einer Notkirche. 1936 wurde dann die St. Konrad-Gemeinde gegründet, ein Jahr später wurde sie zur Kuratie, allerdings erst 1956 zur Pfarrei erhoben. Nachdem 1943 die Notkapelle zerstört worden war, fanden die Gottesdienste im Gemeindehaus der evangelischen Nathanael-Kirche statt. 1947 errichteten die Gemeindemitglieder auf einem gepachteten Grundstück eine Baracke als Notkirche. Erst 1957 konnte ein Ruinengrundstück zum Bau eines kirchlichen Gebäudeensembles erworben werden. Dem Kauf gingen langwierige Verhandlungen zwecks finanzieller Entschädigung der vormals jüdischen Eigentümer voran. Nach den vorliegenden Bauplänen entstand dann das heutige Gotteshaus und konnte 1958 eingeweiht werden. Die Pfarrei St. Konrad wurde zum 1. Juli 2004 aufgehoben und in die Pfarrei St. Norbert eingegliedert. St. Konrad bleibt Gottesdienststelle der Gemeinde.

## Baubeschreibung
Die freistehende Saalkirche besitzt einen Grundriss von zwei mit der schmalen Basis verbundenen Trapezen. Über dem Trapez mit der kurzen Höhe befindet sich ein Vorbau zu dem dahinter liegenden Baukörper. Letzterer erweitert sich bis zum eingezogenen Altarraum, der in der Tiefe des Grundstückes liegt. Das Kirchenschiff ragt mit seiner Orgelempore in den Vorbau hinein. Das Gebäude ist mit einem Schmetterlingsdach abgeschlossen.
Von der Straße führen drei Stufen zum offenen Teil des Vorbaus, die sechs Türen des Portals führen in den Vorraum unter der Empore. 
Der Rahmen des Stahlbeton-Skelettbaus besteht aus Stützen, zwischen ihnen Träger und Unterzüge, die den Innenraum in fünf Joche unterteilen. Die Wandscheiben zwischen den außen hervortretenden Trägern enthalten zwischen Betongitterstäben Fenster, zum Teil farbig verglast, ansonsten verputztes Mauerwerk. Ein solches verglastes Betongitterwerk befindet sich auch über dem Portal und im Bereich des Treppenhauses des Turms. Das Flachdach des Altarraums enthält zwölf Oberlichte.
Das Gebäude für Gemeinderäume und Kindergarten an der Rückseite der Kirche bildet mit dieser zusammen einen Gebäudetrakt.
Dem freistehenden Glockenturm in der Baulinie schließt sich ein Wohnhaus in geschlossener Bauweise an, beide auf der Rückseite durch eine Pergola verbunden. Der Kirchturm dient gleichzeitig als Treppenturm des Wohnhauses.
Über den Schallöffnungen des mit einem Pultdach bedeckten Turmes ragt ein großes Kreuz. Das Bronzegeläut aus drei Glocken wurde 1957 von Petit & Gebr. Edelbrock gegossen.
| Schlagton | Gewicht (kg) | Durchmesser (cm) | Höhe (cm) | Inschrift |
| --------- | ------------ | ---------------- | --------- | --------- |
| ges'      | 800          | 110              | 95        | CHRISTUS  |
| as'       | 600          | 098              | 79        | MARIEN    |
| b'        | 400          | 086              | 69        | KONRAD    |

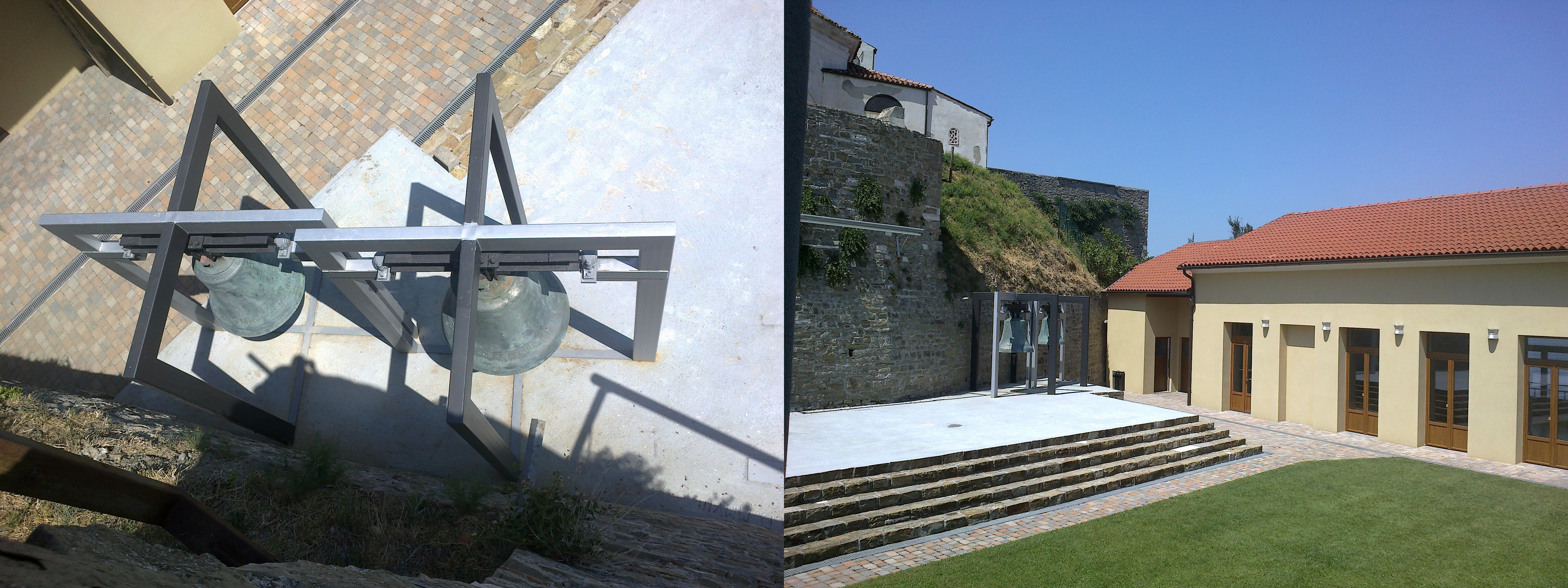
Die beiden ausgeliehenen Glocken in Piran

Die mittlere und große Glocke, die aus Gründen der Statik nicht mehr geläutet werden durften, wurden im April 2013 als Dauerleihgabe an die St.-Georgs-Kirche in der Stadt Piran gegeben.

## Ausstattung
Erhalten ist der bauzeitliche Hochaltar mit einem schlichten Holzkreuz an der Rückwand.